# Těrlicko
Těrlicko é uma comuna checa localizada na região de Morávia-Silésia, distrito de Karviná‎.